# Squamophis albozosteres
Squamophis albozosteres is een slangster uit de familie Astrocharidae.
De wetenschappelijke naam van de soort werd in 2011 gepubliceerd door Okanishi et al..